# Gémozac
Gémozac és un municipi francès situat al departament del Charente Marítim i a la regió de la Nova Aquitània. L'any 2007 tenia 2.571 habitants.

## Demografia

### Població
El 2007 la població de fet de Gémozac era de 2.571 persones. Hi havia 1.150 famílies de les quals 360 eren unipersonals (159 homes vivint sols i 201 dones vivint soles), 449 parelles sense fills, 280 parelles amb fills i 61 famílies monoparentals amb fills.
La població ha evolucionat segons el següent gràfic:
Habitants censats

### Habitatges
El 2007 hi havia 1.454 habitatges, 1.173 eren l'habitatge principal de la família, 136 eren segones residències i 145 estaven desocupats. 1.279 eren cases i 144 eren apartaments. Dels 1.173 habitatges principals, 796 estaven ocupats pels seus propietaris, 330 estaven llogats i ocupats pels llogaters i 47 estaven cedits a títol gratuït; 16 tenien una cambra, 111 en tenien dues, 212 en tenien tres, 347 en tenien quatre i 487 en tenien cinc o més. 874 habitatges disposaven pel capbaix d'una plaça de pàrquing. A 581 habitatges hi havia un automòbil i a 441 n'hi havia dos o més.

### Piràmide de població
La piràmide de població per edats i sexe el 2009 era:
| Homes | Edats   | Dones |
| ----- | ------- | ----- |
| 0     | 95 o +  | 0     |
| 20    | 90 a 94 | 20    |
| 8     | 85 a 89 | 20    |
| 24    | 80 a 84 | 12    |
| 68    | 75 a 79 | 96    |
| 80    | 70 a 74 | 72    |
| 88    | 65 a 69 | 60    |
| 92    | 60 a 64 | 88    |
| 44    | 55 a 59 | 80    |
| 124   | 50 a 54 | 56    |
| 64    | 45 a 49 | 76    |
| 116   | 40 a 44 | 72    |
| 72    | 35 a 39 | 92    |
| 48    | 30 a 34 | 36    |
| 60    | 25 a 29 | 84    |
| 84    | 20 a 24 | 64    |
| 76    | 15 a 19 | 56    |
| 56    | 10 a 14 | 72    |
| 52    | 5 a 9   | 56    |
| 40    | 0 a 4   | 28    |

## Economia
El 2007 la població en edat de treballar era de 1.533 persones, 1.051 eren actives i 482 eren inactives. De les 1.051 persones actives 925 estaven ocupades (510 homes i 415 dones) i 126 estaven aturades (60 homes i 66 dones). De les 482 persones inactives 217 estaven jubilades, 91 estaven estudiant i 174 estaven classificades com a «altres inactius».

### Ingressos
El 2009 a Gémozac hi havia 1.189 unitats fiscals que integraven 2.582,5 persones, la mediana anual d'ingressos fiscals per persona era de 15.297 €.

### Activitats econòmiques
Dels 191 establiments que hi havia el 2007, 3 eren d'empreses extractives, 8 d'empreses alimentàries, 1 d'una empresa de fabricació de material elèctric, 3 d'empreses de fabricació d'altres productes industrials, 30 d'empreses de construcció, 55 d'empreses de comerç i reparació d'automòbils, 5 d'empreses de transport, 8 d'empreses d'hostatgeria i restauració, 2 d'empreses d'informació i comunicació, 11 d'empreses financeres, 10 d'empreses immobiliàries, 15 d'empreses de serveis, 22 d'entitats de l'administració pública i 18 d'empreses classificades com a «altres activitats de serveis».
Dels 66 establiments de servei als particulars que hi havia el 2009, 1 era una oficina d'administració d'Hisenda pública, 1 gendarmeria, 1 oficina de correu, 4 oficines bancàries, 1 funerària, 8 tallers de reparació d'automòbils i de material agrícola, 1 taller d'inspecció tècnica de vehicles, 6 paletes, 3 guixaires pintors, 8 fusteries, 6 lampisteries, 3 electricistes, 1 empresa de construcció, 8 perruqueries, 2 veterinaris, 3 restaurants, 4 agències immobiliàries, 1 tintoreria i 4 salons de bellesa.
Dels 19 establiments comercials que hi havia el 2009, 2 eren supermercats, 1 una botiga de menys de 120 m², 3 fleques, 3 carnisseries, 1 una llibreria, 3 botigues de roba, 1 una botiga d'electrodomèstics, 2 drogueries i 3 floristeries.
L'any 2000 a Gémozac hi havia 85 explotacions agrícoles que ocupaven un total de 2.808 hectàrees.

## Equipaments sanitaris i escolars
El 2009 hi havia 2 farmàcies i 1 ambulància.
El 2009 hi havia una escola elemental. Gémozac disposava d'un col·legi d'educació secundària amb 417 alumnes.

## Poblacions més properes
El següent diagrama mostra les poblacions més properes.